# Abdelhafidh Harguem
Abdelhafidh Harguem (arabe : عبد الحفيظ الهرقام), né le 17 mai 1954 à Kairouan, est un homme politique tunisien.
Il est secrétaire d'État auprès du ministre des Affaires étrangères chargé des Affaires maghrébines, arabes et africaines de septembre 2008 à janvier 2011.

## Biographie

### Jeunesse et formation
Après des études primaires et secondaires dans sa ville natale, il poursuit ses études supérieures à la faculté des lettres et sciences humaines de Tunis. Il y obtient une licence en lettres françaises et un diplôme en littérature comparée.

### Carrière professionnelle et politique
En 1976, il devient journaliste à l'agence Tunis Afrique Presse, y occupant des postes à responsabilité, avant d’être nommé attaché au cabinet du ministre de l'Information en septembre 1983 puis chargé de mission auprès du ministre de l'Intérieur le 6 mai 1986 et auprès du Premier ministre et ministre de l'Intérieur en octobre 1987.
Chargé de mission auprès du président de la République tunisienne en novembre 1987 puis directeur de l'information à la présidence l'année suivante, il devient conseiller auprès du président en 1990, avant d'être désigné le 21 février 1991 comme directeur général de l'Établissement de la radiodiffusion-télévision tunisienne.
Le 10 juin 1997, il est nommé à la tête du Conseil supérieur de la communication puis assure, de 1998 à 2006, les fonctions de directeur général de l'Union de radiodiffusion des États arabes (en).
Il participe à des séminaires et conférences dans le domaine de l'information, aussi bien en Tunisie et à l’étranger, notamment aux réunions du comité arabe permanent de l’information, du conseil des ministres arabes de l'information et du comité de coordination du pool des non-alignés.

### Carrière diplomatique et politique
En mai 2007, il devient ambassadeur de Tunisie en Égypte puis revient à Tunis pour devenir, le 11 septembre 2008, secrétaire d’État auprès du ministre des Affaires étrangères chargé des Affaires maghrébines, arabes et africaines, fonction qu'il occupe jusqu'au lendemain de la révolution tunisienne, le 17 janvier 2011.
Membre du Rassemblement constitutionnel démocratique, il en intègre le comité central lors du congrès de juillet 1988. Il est aussi un membre du bureau élargi du Comité national olympique tunisien.

### Distinctions
Abdelhafidh Harguem est officier de l'Ordre du 7-Novembre et commandeur de l'Ordre de la République. 

## Vie privée
Il est marié et père de deux enfants.